# 보은 법주사 복천암 삼세불도
보은 법주사 복천암 삼세불도(報恩 法住寺 福泉庵 三世佛圖)는 충청북도 보은군 속리산면 사내리, 법주사 복천암에 있는 조선시대의 삼세불도이다. 2009년 9월 11일 충청북도의 유형문화재 제307호로 지정되었다.

## 개요
사적기에 따르면, 복천암은 신라 성덕왕 19년(720)에 창건되어 고려시대 태조 1년(918) 證通국사, 선종 1년(1084) 導生僧痛, 예종 2년(1107) 慈淨國尊에 의해 각각 중수가 이루어졌다. 조선시대는 세종 31년(1449) 信眉선사가 중수했고, 영조 11년(1735)에 소실된 암자를 卓融선사가 재창하였으며, 순조 3년(1803) 就俊師가 중수했다고 전한다.
복천암 극락보전 후불도는 1909년(隆熙 3)에 제작된 것으로, 389cm(세로)×286cm(가로)의 규모의 석가모니불․약사불․아미타불을 한 화면에 모신, 통칭 삼세불도이다.
화면구성은 세 여래를 중심으로, 하단에는 각 여래마다 2位의 脇侍보살과 2大天王이 있고, 상단에는 역시 2大天王과 8位의 弟子像으로 이루어져 있다.
이 불화의 색채는 赤色과 綠色 위주이며, 일부 藍色이 설채되어 있다. 이외 몇 가지 색채가 사용되었으나, 18세기에 비해 비교적 단조로운 배색으로 이루어져 있다. 녹색의 경우는 이 시기 대부분의 불화에서 볼 수 있듯 안료의 결함으로 인해 색이 균일하지 않다. 현재 보존상태는 비교적 양호하나 화면 상단 아미타여래의 두․신광배에 얼룩이 있으며, 이외 몇 곳에 유사한 자국이 있다.
이 불화의 특징은 화면구성상 도상의 배치에서 찾을 수 있다. 중앙 석가모니불을 중심으로 좌우에 각각 약사불․아미타불이 석가모니불의 뒤로 물러나 묘사되어 있으며, 크기도 석가모니불에 비해 작다. 이것은 평면상에 회화적 입체감을 형성한 것으로 近代佛畵에 서양화법이 도입되면서 화면구성에도 적용된 것이다.
또한 협시보살의 배치가 통례에서 벗어난 점도 특징적이다. 즉, 응당 석가모니불의 협시보살로 그려져야 할 문수․보현보살 대신, 관음․세지보살이 그려진 점이다. 이 양 협시는 아미타불의 협시보살로 통칭되나 여기에서는 석가모니불의 협시로 등장하여, 經典에 근거한 圖像的 안배보다는 殿閣의 명칭(極樂寶殿)이나 대중적 신앙 양태를 염두에 둔 도상배치의 변용으로 여겨진다.
복천암 삼세불도는 극락보전 내 아미타불 뒤에 위치하며 화기문에 의하면 융희 3년(1909) 5월 8일에 금어(金魚), 금호(錦湖), 약효(若效) 등의 화사집단이 제작한 것으로 중앙의 석가, 아미타, 약사의 삼세불을 중심으로 하단에는 팔대보살, 상단에는 제자와 권속으로 화면의 4방에는 사천왕을 배치하였으며 전체적으로 적색과 청색이 주색이고 황토색, 녹색, 흰색이 보조색으로 사용되었다.
화사인 약효는 19세기 후반 충청도지역의 삼세불도를 다수 제작하였는데 본 탱화는 대상에 대한 섬세한 묘사와 시대적 특징이 잘 표현된 작품으로 제작시기가 명확하고 보존상태가 조각수법이 뛰어나고 보존상태가 양호하다.

## 참고 자료
- 보은 법주사 복천암 삼세불도 - 국가유산청 국가유산포털